# Centrumkyrkan, Bromölla

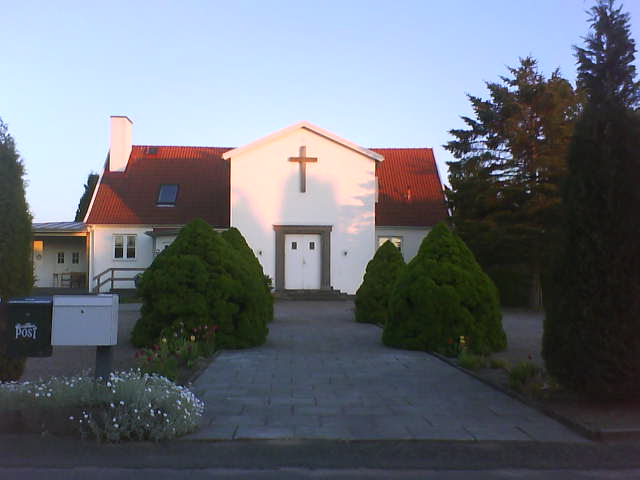
Centrumkyrkan i Bromölla.

Centrumkyrkan i Bromölla är en kyrka ansluten till Pingströrelsen och Evangeliska Frikyrkan som bygger utifrån ett nyapostoliskt, karismatiskt tänkande, där tjänstegåvorna enligt Ef. 4:11-12 kommer till uttryck hos ledarskapet, som leds och "är uppfylld" av den helige Ande. Centrumkyrkan bildades år 2000 då Elimförsamlingen slogs samman med pingstförsamlingen. Kyrkan har ett starkt samarbete med stiftelsen Korsets Kraft.
Kyrkan har betecknats "homofientlig". Pastor Roland Hermansson sade i november 2008 till Kristianstadsbladet: "Vi dömer inte de som har den läggningen (homosexualitet), men vi måste få ha den uppfattning som Bibeln ger oss och det är inte konstigt om man tycker att det är onaturligt". Kyrkans ledning är starkt emot införandet av en könsneutral äktenskapslagstiftning.
2002 fick kyrkan besök av Nils Börge Gårdh. Både år 2003 och 2004 kom flera hundra besökare till kyrkan då man fick besök av evangelisten Målle Lindberg och Gilead band. År 2004 gästades man av sångarparet Mia Marianne och Per Filip, som framförde en föreställning med namnet "Minns du sången". År 2008 hade den kristne sångaren och trubaduren Alf Lax tre spelningar i kyrkan.
Karl-Erik Nilsson, som senare arbetade i pingstförsamlingen i Klevshult, var pastor i Centrumkyrkan fram till år 2005. Han ersattes av Johnny Månsson som avgick år 2008. I mars 2009 blev 33-åriga Elisabeth Bengtsson, som läst på Livets Ords bibelskola, församlingens nya pastor.